# Бір-Ребаа-Північ
Бір-Ребаа-Північ – нафтогазове родовище на сході Алжиру, що відноситься до басейну Беркіне.

## Загальна інформація
Бір-Ребаа-Північ відкрили в 1990-му, коли виявили вуглеводні у відкладах тріасу на глибині 3880 метрів. 
В 1999 – 2000 роках виявили північне продовження родовища із продуктивними відкладами тріасу та девону на глибинах до 3950 метрів.
Колектори – пісковики.

## Розробка
Розробку організувала на умовах угоди про розподіл продукції італійська Agip, що невдовзі стала частиною Eni.
Видобуток стартував в 1995-му із показника у 30 тисяч барелів нафти на добу та в 1998-му досягнув піку на рівні 80 тисяч барелів на добу. Далі почалось падіння і станом на середину 2010-х промисел давав лише 18 тисяч барелів на добу, для чого до того ж довелось залучити в розробку родовища-сателіти.  
Видача нафти відбувається по трубопроводу довжиною 230 км та діаметром 500 мм до нафтотранспортного хабу Месдар, звідки його відправляють до Хауд-Ель-Хамра (звідси прямують трубопроводи, що обслуговують найбільше нафтове родовище країни Хассі-Месауд, наприклад, Хауд-Ель-Хамра – Беджая).
Первісно весь газ закачували назад у пласт задля підтримки пластового тиску. В 2020 році в межах проекту монетизації ресурсів газу завершили газопровід від Бір-Ребаа-Північ до газопереробного заводу Мензел-Леджме.